# Судзуки, Сигэясу
Сигэясу Судзуки (яп. 鈴木 重康, 1 сентября 1866, префектура Исикава — 11 июня 1957) — генерал-лейтенант Императорской армии Японии в годы Второй японо-китайской войны. Его братом был генерал-майор медицинского корпуса Императорской армии Японии Минору Судзуки.

## Биография
Уроженец префектуры Исикава. Судзуки окончил Военную академию Императорской армии Японии в 1905 году и был отправлен служить в 35-й пехотный полк. После окончания обучения в Высшей военной академии Императорской армии Японии в 1912 году он работал в качестве военного атташе в России в 1916—1918 годах, и стал свидетелем революций. После своего возвращения в Японию он стал начальником штаба 12-й дивизии.
Судзуки в 1924 году отправился служить в Генеральном штабе Императорской армии Японии. В 1927 году он был прикреплён к 34-му полку 3-й дивизии. Оттуда он был отправлен в Польшу в качестве военного атташе в 1928 году, а затем в Латвию в 1929 году. Вернувшись в Генштаб в 1930 году, он стал начальником 2-го отдела (манёвры) в 1-м бюро до 1931 года .
Судзуки был командиром 1-го полка Императорской гвардии в 1931—1932 годах. После повышения до генерал-майора он преподавал в Высшей военной академии Императорской армии Японии в 1932—1934 годах. В 1934—1935 годах он был главой 4-го бюро в Генеральном штабе, и главой 1-го бюро в 1935—1936 годах.
С началом Второй японо-китайской войны Судзуки был произведён в генерал-лейтенанты и получил в командование 11-ю отдельную смешанную бригаду. В августе 1937 года он принимал участие в битве за Пекин и Тяньцзинь, Чахарской операции и битве за Тайюань. Вернулся в Японию в конце 1937 года. Там Судзуки стал комендантом Химической военной школы вплоть до выхода на пенсию в 1938 году.
После ухода на пенсию Судзуки принимал активное участие в развитии японской автомобильной промышленности. Умер 11 июня 1957 года.